# Petr Prokop z Morzinu
Petr Prokop z Morzinu (německy Peter Prokop Graf von Morzin; 1768 – 13. listopadu 1855, Vídeň) byl český šlechtic ze starého, původně severoitalského, hraběcího rodu Morzinů. Sloužil v císařské armádě jako inženýr polních opevnění. V armádě dosáhl hodností polního zbrojmistra a podmaršálka. Zastával rovněž funkci skutečného komořího.

## Život

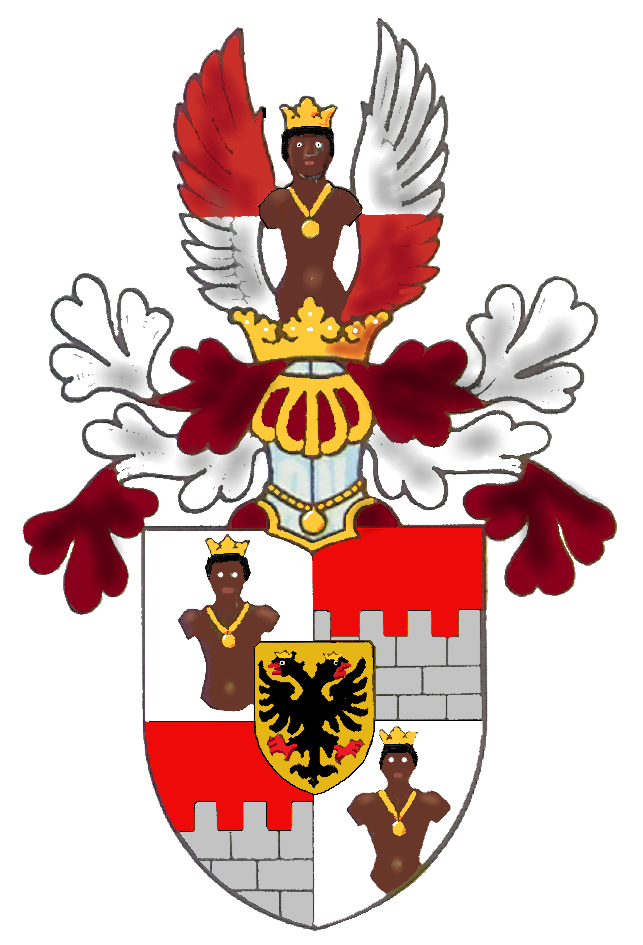
Erb hraběcího rodu Morzinů

### Původ
Hrabě Petr Prokop se narodil v Čechách jako syn hraběte Karla Josefa Františka z Morzinu (1717–1783) z jeho manželství s Vilemínou svobodnou paní Rajskou z Dubnice. Měl bratry Rudolfa, Ferdinanda Jana a Vincence. Nejmladší ze sourozenců byla sestra Terezie (1774–1859), provdaná za knížete Karla Khevenhüller-Metsche. Bratr Ferdinand Jan byl vynikající voják, polní podmaršálek a rytíř vojenského řádu Marie Terezie.

### Kariéra
V roce 1786, ve věku 18 let, vstoupil do armády jako kadet inženýrského praporu. Již následujícího roku se stal poručíkem a v roce 1790 nadporučíkem.
V tažení z roku 1792 se účastnil obléhání Lille a obrany Namuru, při kterém padl do zajetí. Odtud byl vyměněn a krátce nato byl přidělen ke generálnímu štábu. Účastnil se obléhání Landrecies a tří bitev u Charleroi a vyznamenal se zejména při obraně Maastrichtu v roce 1794, kde náhlým výpadem dobyl a zneškodnil nepřátelské ležení.
V roce 1796 byl povýšen do hodnosti kapitána. Bojoval v italském tažení a jako důstojník velel stažení armády v údolí Adiže, v bitvě u Castiglione a při obraně Mantovy. V následujícím roce uskutečnil výpravu k Jaderskému moři proti Turkům do okupované Dalmácie a byl také při obraně Kotorského zálivu. V letech 1798–1800 působil ve Švýcarsku, na Rýně a Innu, vedl obranu předmostí v Curychu, či demolice mannheimské pevnosti.
V roce 1800 byl jmenován skutečným hejtmanem, bojoval také u Hohenlindenu a Salcburku až do uzavření míru. V době klidu zbraní vyučoval matematiku a vedl výuku polního opevnění arcivévodů Rainera Josefa a Ludvíka Josefa, jimž byl přidělen jako skutečný komoří. V roce 1805 byl povýšen na majora a zároveň jmenován skutečným komorníkem a adjutantem generála arcivévody Jana.
V roce 1809 byl Petr Prokop z Morzinu povýšen na podplukovníka a generálporučíka italské armády arcivévody Jana. V tažení téhož roku se účastnil bitvy u Fontana freddo, bitev na Piavě, u Rábu i obrany Bratislavy.
V roce 1814 se hrabě Morzin stal generálmajorem. Následujícího roku vedl v Basileji služební záležitosti arcivévody a jako služebně nejstarší generál stavebního praporu také opevňovací práce v Hünningenu až do pádu pevnosti, za což byl v září 1815 vyznamenán württemberským vojenským řádem za zásluhy. Poté doprovázel arcivévodu na jeho cestách do Francie a Anglie.
V roce 1820 byl hraběti, při zachování titulu skutečného komořího, přidělen úřad velitele fortifikačního oddílu, kde setrval do roku 1832, mezitím byl ovšem v roce 1829 povýšen do hodnosti polního podmaršálka. V roce 1838 se stal nejvyšším hofmistrem arcivévody Jana a tajným radou a v roce 1846 polním zbrojmistrem.
V dubnu 1855 obdržel hrabě z Morzinu Řád železné koruny I. třídy „jako uznání za padesát let se vší oddaností po boku arcivévody Jana v různých situacích, jak v době války tak i v míru, skvěle plnil svou službu“.
Hrabě Petr Prokop z Morzinu zemřel téhož roku ve Vídni ve vysokém věku 87 let.

### Manželství
Byl ženatý s Annou hraběnkou Berchtoldovou z Uherčic, která zemřela 13. března 1826. Toto manželství zůstalo bezdětné.